# A Decade of Delain: Live at Paradiso
A Decade of Delain: Live at Paradiso je první koncertní DVD nizozemské hudební skupiny Delain. Bylo vydáno 27. října 2017 prostřednictvím vydavatelství Napalm Records. DVD obsahuje záznam z koncertu v amsterdamském sále Paradiso, který proběhl v rámci turné k oslavě 10 let skupiny. Tohoto koncertu se zúčastnilo několik hostů, mezi nimi byli například; Alissa White-Gluz, Liv Kristine, Burton C. Bell nebo Marco Hietala.

## Seznam skladeb
1. Intro (The Monarch)
2. Hands of Gold
3. Suckerpunch
4. The Glory and the Scum
5. Get the Devil Out of Me
6. Army of Dolls
7. The Hurricane
8. April Rain
9. Where Is The Blood
10. Here Come the Vultures
11. Fire With Fire
12. The Tragedy of the Commons
13. Danse Macabre
14. Sleepwalkers Dream
15. Your Body is a Battleground
16. Stay Forever
17. See Me In Shadow
18. The Gathering
19. Pristine
20. Mother Machine
21. Sing to Me
22. Don’t Let Go
23. We Are the Others

Bonus
1. We Are the Others – A Decade of Delain documentary
2. We Are the Others – live at Masters of Rock 2015
3. Suckerpunch (videoklip)

## Obsazení
- Charlotte Wessels – zpěv
- Martijn Westerholt – klávesy
- Ruben Israel – bicí
- Otto Schimmelpenninck van der Oije – baskytara
- Timo Somers – kytara
- Merel Bechtold – kytara

Hosté
- Alissa White-Gluz – zpěv
- Burton C. Bell – zpěv
- Rob van der Loo	– basová kytara
- Marco Hietala – zpěv
- Guus Eikens – kytara
- George Oosthoek	– zpěv
- Elianne Anemaat – violoncello
- Liv Kristine – zpěv
- Sander Zoer – bicí